# Hans Albrecht von Maltzahn

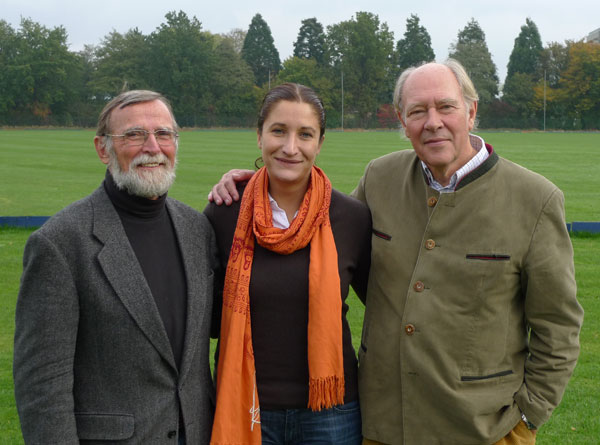
Hans Albrecht von Maltzahn (rechts) mit Polofunktionären

Hans Albrecht Freiherr von Maltzahn (* 1. November 1934 in Pinnow; † 12. Oktober 2020 in Pinnow) war ein deutscher Polospieler und Bauer. Er war von 1972 bis 1980 und von 2000 bis 2011 der amtierende Präsident des Deutschen Polo Verbandes und danach der Ehrenpräsident des Verbandes. Im Jahr 2008 war er der älteste und über eine Lebenskarriere hinweg erfolgreichste Polospieler Deutschlands. Seit 1990 betätigte er sich als Bauer in Pinnow (Mecklenburg-Vorpommern).

## Leben
Hans Albrecht von Maltzahn wurde 1934 in einem Gutshaus in Pinnow geboren. Er ritt seit frühester Kindheit. Bis 1957 leitete Hans Albrecht von Maltzahn ein Werk in Guatemala, traditionell ein Land des Polospiels, und kam so zum Polo. Seine aktive Polospielkarriere begann er 1960 in Hamburg. Als erster Deutscher importierte er in diesem Jahr ausgebildete Polo-Pferde aus Argentinien. In den folgenden zwanzig Jahren nahm er weltweit sehr erfolgreich und vielfach ausgezeichnet an Poloturnieren teil, u. a. in Windsor, Sotogrande (Spanien), Paris, Barcelona, Teheran, Buenos Aires, Hamburg, München, Berlin, Düsseldorf. Seine aktive Karriere als Polospieler beendete er 1980.
Nach 1990 erwarb er den Familienbesitz in Pinnow und Duckow zurück und betrieb dort Landwirtschaft. 1998 begann er auf Bitten seiner Neffen erneut mit dem Polospiel und gründete den Poloclub Pinnow. Bis ins hohe Alter nahm er regelmäßig an Low-Goal-Turnieren teil, z. B. 2008 an der Deutschen Meisterschaft. Hans Albrecht von Maltzahn war aktiv in der Nachwuchsförderung im Polosport. Der 1997 von ihm gegründete Club veranstaltet eigene Jugendturniere und gilt als einer der erfolgreichsten Jugendclubs in Deutschland.
Aufgrund seines Einsatzes für die Entwicklung des Polosportes in Deutschland wurde er 2005 von der Federation of International Polo (FIP) zum Ambassador ernannt. Mit dem Titel Ambassador werden vom Präsidium der FIP herausragende Persönlichkeiten der Polowelt geehrt. Hauptziel der Arbeit der FIP ist es, Polo wieder zu einer olympischen Sportart zu machen. Zum letzten Mal war dies 1936 auf dem Berliner Maifeld der Fall.